# Tiana Tuttle
Tiana Tuttle ist eine US-amerikanische Schauspielerin.

## Leben
Eine erste Rolle übernahm sie ab 2018 in der Fernsehserie Shades of Black und dem dazugehörigen Making-Off Shades of Black: Behind the Scenes! The Interviews. Ihr Fernsehfilmdebüt feierte sie 2019 im Fernsehfilmdrama Psycho BFF in der Nebenrolle der Liberty. Im selben Jahr war sie in der Rolle der Rae als eine der Hauptdarstellerinnen im Abenteuerfilm The Final Level: Flucht aus Rancala, einem Mockbuster zu Jumanji: The Next Level, zu sehen. 2020 im Horrorfilm Field of Blood – Labyrinth des Schreckens und in der Fortsetzung im Folgejahr Field of Blood 2 – Farm der Angst übernahm sie jeweils die Rolle der Melanie. Im selben Jahr stellte sie außerdem die Rolle der Jessica Marshall im Film Girls’ Night In dar. Zusätzlich wirkte sie 2021 in einer Episode der Fernsehserie Gossip Girl und spielte ebenfalls im Kurzfilm Still mit, für diesen sie auch als Produzentin fungierte.

## Filmografie (Auswahl)
- 2018: Shades of Black (Fernsehserie)
- 2018: Shades of Black: Behind the Scenes! The Interviews (Fernsehserie)
- 2019: Psycho BFF (Fernsehfilm)
- 2019: The Final Level: Flucht aus Rancala (The Final Level: Escaping Rancala)
- 2020: Field of Blood – Labyrinth des Schreckens (Fear PHarm)
- 2021: Girls’ Night In
- 2021: Field of Blood 2 – Farm der Angst (Fear PHarm 2)
- 2021: Gossip Girl (Fernsehserie, Episode 1x12)
- 2021: Still (Kurzfilm; auch Produktion)